# Joseph Pace

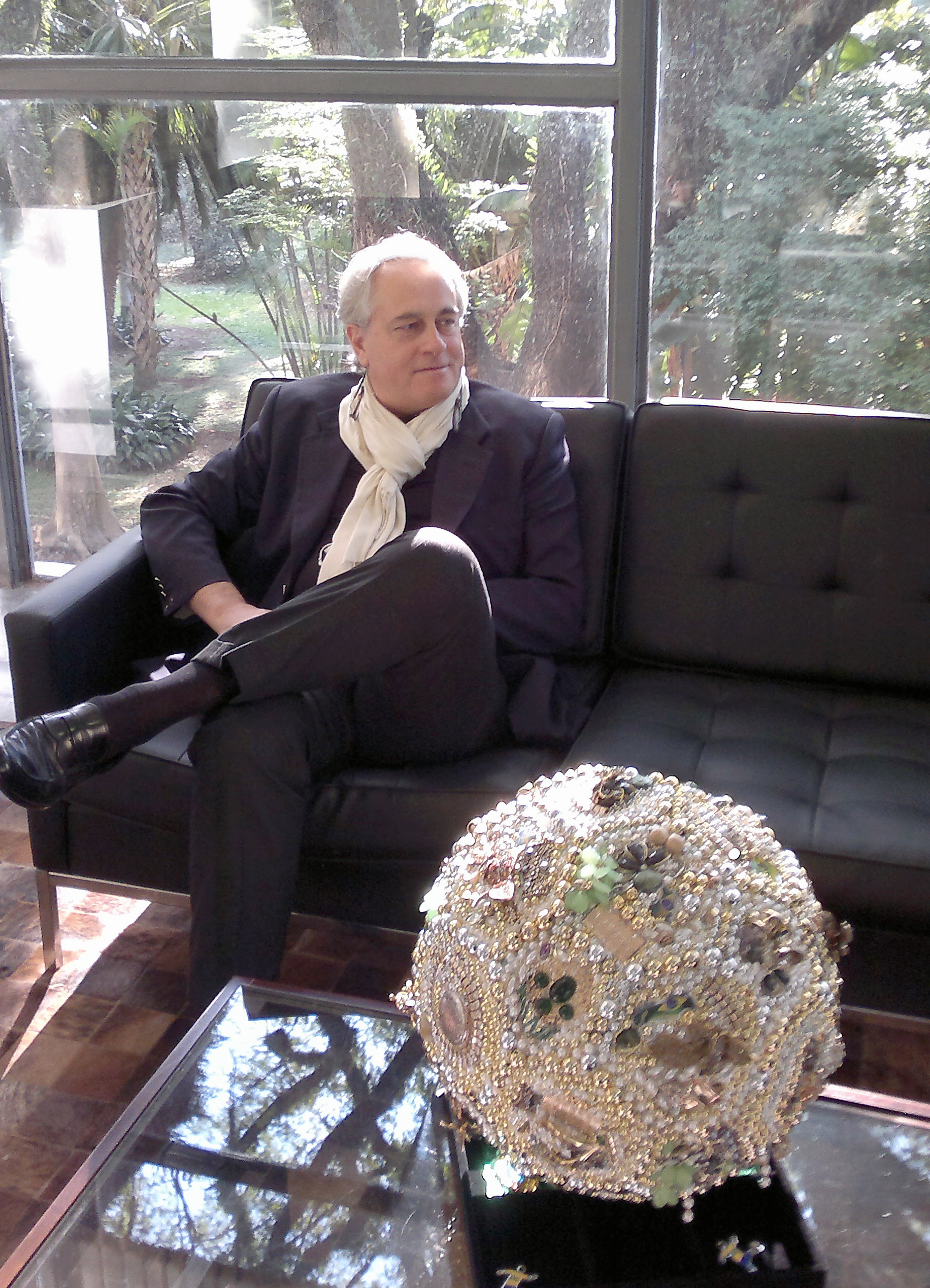
Porträt von Joseph Pace 2014

Joseph Pace (* 18. November 1959 in Morbegno) ist ein italienischer Maler und Bildhauer.

## Leben und Wirken
Joseph Pace wurde in Morbegno (Lombardei, Italien) geboren und wuchs in Zaire (Afrika), auf, wo sein Vater Aurelio Pace ein Historiker afrikanischer Geschichte, zusammen mit dem Literaten Jacques Garelli für die UNESCO arbeitete. Als Enkel des protestantischen Pastors Camillo Pace wurde Joseph Pace von seiner Mutter Franchina Cardile und von seinem Onkel Antonio Cardile – ein Künstler der römischen Malerschule – in die Malerei und Bildhauerei eingeführt. Pace hat an rechtswissenschaftlichen, literarischen, sozial- und psychoanalytischen Studien an der Universität La Sorbonne in Paris sowie an den Universitäten La Sapienza und Roma Tre in Rom teilgenommen.
In den 1980er Jahren arbeitete Pace in Rom und Paris, wo er Mitte der 1980er Jahre „Le Filtranisme“ – eine neoexistenzialistische, künstlerische, philosophische Bewegung – gründete. „Le Filtranisme“ ist optisch nah an der Renaissance und hat eine anthropo-kosmische Vision.
Inspiriert durch vielfältige Quellen wie z. B. Mode, Geschichte, Philosophie, elektronische Musik und zeitgenössische Kunst, benutzt Pace verschiedene Techniken (z. B. Malerei, Assemblage, Bildhauerei, elektronische Gravuren), die durch die Ikonografie der Massengesellschaft, Philosophie und Psychoanalyse angeregt werden.
Durch die Zusammenstellung unterschiedlicher Objekte wie z. B. Vintage-Modeschmuck oder wiederaufbereiteten Materialien wie Holz, Metallen oder Glasregalen aus Kühlschränken, kombiniert der Künstler mit mono- und polychromatischen Farben, die er in arabeske Gemälde umwandelt.
Die bildgebende Arbeit von Joseph Pace zeigt einen künstlerischen und intellektuellen Weg, mit dem der Künstler unsere psychischen Realitäten neu interpretiert. Juli 1987 schrieb Pace das erste „Filtraniste“-Manifest. Im gleichen Jahr freundete er sich mit dem multimedialen brasilianischen Künstler Sergio Valle Duarte und, wegen der gemeinsamen afrikanischen Erlebnisse, mit dem belgischen Schriftsteller Albert Russo an. Im Februar 1988 organisierte Pace in der Hulot Galerie in Paris die Ausstellung “Paysages Filtranistes”, eine Ausstellung von Gemälden und Gedichten, die den aktuellen Stand des abstrakten Dogmatismus zusammenfasste. Bedeutsam ist die Begegnung im Sommer 1990 mit dem Soziologen Kurt Heinrich Wolff hinsichtlich epistemologischer „surrender-and-catch“-Konzepte. Diese Begegnung beeinflusste Paces künstlerische Arbeit von der figurativen Malerei zum abstrakten Expressionismus. Wenige Jahre später wurde Pace der größte Vertreter des „informalismo Filtranista“. Wenige Monate zuvor, im Januar 1990, in seinem Haus in Rom unterzeichnete er die Erklärung von der inzwischen vergrößerten Gruppe der Filtranisten. Von 1996 bis 2008 wurde er als Assistent-Professor der Wissenssoziologie und Kunst sowie der Geschichte der Soziologie an der Universität La Sapienza in Rom ernannt.
Nach der figurativen Periode (1977–1990) folgte die abstrakte Periode (ab 1990), die zuerst von der „Periodo dei Legni” (Periode der Hölzer, 1990–1996) charakterisiert wurde und der die „Factor C“-Studien (1997), die sich noch in Bearbeitung befindlichen Serien „IDM“ (Inflexibilität der Erinnerung, ab 2000) und „ATONS“ (Techno und elektronischer Musik gewidmet, ab 2005) folgten. Durch eine partielle Rückkehr zur figurativen Kunst arbeitet Pace zurzeit an „ENGRAVING“ (am Rechner bearbeitete graphische Kunst) und „MIDAS“ (große Montage-Skulpturen aus antikem Modeschmuck).

## Ausstellungen

### Einzelausstellungen (Auswahl)
- Il Gioiello nella Moda e nell'Arte, Museo Boncompagni Ludovisi per le Arti Decorative, Kulturministerium, Rom, Italien, 2022[45][46]
- Joseph Pace, Luxarchaeology, Museo Archeologico Nazionale di Civitavecchia, Kulturministerium, Italien, 2022[47][48][49][50][51]
- Joseph Pace, Ave Crux, Spes Una, Basilika San Lorenzo in Lucina, Rom, Italien, 2021[52][53]
- Joseph Pace, Ave Crux, Spes Una, Pantheon in Rom, Basilika Santa Maria ad Martyres, Direzione dei Musei Statali di Roma, Kulturministerium, Wanderkunstausstellung, Rom, Italien, 2021[54][55][56][57]
- A Expressividade de Joseph Pace na criação de suas joias esculturais, CRCSP, Conselho Regional de Contabilidade do Estado de São Paulo, São Paulo, Brasilien, 2020[58][59][60]
- Joseph Pace, Entre o Informal e a Pop Art, Câmara Municipal de Itapevi, Itapevi, São Paulo, Brasilien, 2020[61][62]
- Sacra sacrorum, Joseph Pace, Biblioteca Storica Nazionale dell’Agricoltura, Ministerium für Landwirtschafts-, Ernährungs- und Forstpolitik , Rom, Italien, 2019[63][64][65][66]
- Sacra sacrorum, Joseph Pace al Pantheon, Pantheon, Basilika Sancta Maria ad Martyres, Polo Museale del Lazio, Ministerium für Kulturgüter und kulturelle Aktivitäten, Rom, Italien, 2018-2019[67][68][69]
- Emoções Cósmicas de Joseph Pace, Câmara Municipal de Itapevi, Instituto de Recuperação do Patrimonio Historico do Estado de Sao Paulo, Itapevi, São Paulo, Brasilien, 2018[70]
- The Grand Challenge, Università Cà Foscari, Venedig, Italien,[71] 2016
- Emoções de Joseph Pace, Festa della Repubblica Italiana, Galleria Edmondo Biganti, Circolo Italiano, Edifício Itália, São Paulo, Brasilien, 2015[72]
- Biennale di Firenze, Florenz, Italien, 2015[73]
- Joseph Pace Filtranisme, Museo Venanzo Crocetti, Roma, Italien, 2015[74]
- Joseph Pace: L’Eva Futura, Museo Boncompagni Ludovisi della Galleria Nazionale d’Arte Moderna, Roma, Italien, 2014[75]
- Joseph Pace Filtranisme, Forte Sangallo, Nettuno, Italien, 2011[76]
- Dinamismo cosmico do artista Joseph Pace, Teatro Municipal de Jaguariúna, Jaguariúna, Brasilien, 2011[77][78][79]
- O dinamismo vital e de força cósmica das emoções artísticas de Joseph Pace, Museu de Arte do Parlamento de São Paulo, São Paulo, Brasilien, 2010[80][81][82]
- Obras de Joseph Pace, CRC do Estado de São Paulo, São Paulo, Brasilien, 2010[83]

### Gruppenausstellungen (Auswahl)
- Varcare le Soglie della Speranza, Brasil e Italia Uniti nell'Arte, Basilika San Lorenzo in Lucina, Rom, Italien, 2022[84][85]
- Libri d’artista. L’Arte da leggere, Museo Boncompagni Ludovisi per le Arti Decorative, Kulturministerium, Direzione dei Musei statali di Roma, Italien, 2021.[86][87][88]
- Libri d’artista. L’Arte da leggere, Castello di Copertino, Lecce, MIBAC, Polo Museale della Puglia, Italien, 2019-2020.[89][90][91]
- Libri d’artista. L’Arte da leggere, Castello Normanno-Svevo di Bari, MIBAC, Polo Museale della Puglia, Italien, 2019.[92][93][94]
- L’Aquila Forever, Palazzetto dei Nobili L’Aquila, Italien, 2015.[95]
- O no negro no Futebol Brasileiro – A arte, os artista, Museu Afro Brasil, São Paulo, Brasilien, 2014[96]
- L’Aquila Forever, Museo Crocetti, Roma, Italien, 2014[97]
- Arte Italo-Brasileira, Ambasciata d’Italia a Brasilia, Brasília, Brasilien, 2013[98]
- Meditazioni, Museo Diocesano di Amalfi, Amalfi, Italien, 2012[99]
- Arte Italo Brasiliana, Forte Sangallo, Nettuno, Italien, 2012[100]
- Momento Italia-Brasile, Arte Brasiliana, Paradiso sul mare, Anzio, Italien, 2010[101][102]
- Orme: Rassegna d’Arte Contemporanea, Festival Internazionale del Cinéma di Ostia, Ostia, Italien, 2009[103]
- Expo Arte Sevilla, Weltausstellung von Sevilla 1992, Sevilla, Spanien, 1992